# حسين أباد ناسي
حسين‌ أباد ناسي (بالفارسية: حسین‌آباد ناسی) هي قرية تقع في قسم بيزكي الريفي (مقاطعة تشناران) في إيران.